# GOING TO A GO-GO
『GOING TO A GO-GO』（ゴーイング・トゥ・ア・ゴーゴー）は2018年8月1日に発売されたクレイジーケンバンド17枚目のアルバム。3年振りの新作。20周年記念オリジナルアルバム。テーマは「24時間営業」。2DVD付初回限定盤、4DVD付友の会限定盤と通常盤の3形態で発売。2018年11月3日には2枚組のLPレコードでも発売されている。

## パッケージ仕様
初回限定盤・CKB友の会限定盤は、2017年9月2日開催「CRAZY KEN BAND 結成20周年記念スペシャルライブ20TH ATTACK![攻]赤レンガ野外特設ステージ」収録DVD2枚付属。更にCKB友の会限定盤のみ、先述ライブ・ドキュメンタリー映像、2018年4月21日開催「CKBTMNK SUMMIT vol.14@福生市民会館 」ライブ映像を収録した、2枚のDVDとゴールドディスク盾を同梱。

## 収録曲
全曲　作詞・作曲：横山剣　編曲：横山剣/小野瀬雅生

### Disc.1 CD
1. GOING TO A GO-GO
2. eye catch   出發 Departure
3. そうるとれいん　（日本テレビ「ぶらり途中下車の旅」エンディング・テーマ）
4. 棕櫚
5. ZiZi
6. GARDEN　（デルモンテ「リコピンリッチトマトケチャップ」CMソング）
7. ８８３
8. LOCOMOCO
9. 山鳩ワルツ　（NHK「みんなのうた」2018年6月 - 7月）
10. せつ子
11. eye catch   過境 Transit
12. SOUL 痛 SOUL（作詞：CKB Vocal Team/SAMI-T　作曲：CKB Vocal Team　編曲：横山剣/SAMI-T）
13. 夜のドドンパ　（編曲：横山剣）
14. パランタガヤン
15. ぽんこつ
16. MIDNIGHT BLACK CADILLAC
17. HONMOKU GARAGE
18. オハヨウゴザイマス　（NHK「あさイチ」金曜エンタメテーマ曲）（編曲：横山剣/小野瀬雅生/高橋利光）
19. eye catch   到來 Arrival
20. のっぺらぼう　（作詞・作曲・編曲：小野瀬雅生）

### Disc.2 DVD1（初回限定盤／CKB友の会限定盤）
CRAZY KEN BAND 結成20周年記念スペシャルライブ20TH ATTACK![攻] 赤レンガ野外特設ステージ 2017.9.2(SAT) 
1. スージーウォンの世界
2. GT
3. 欧陽菲菲
4. 太陽のプレイメイト
5. Loco Loco Sunset Cruise
6. せぷてんばぁ
7. 中華街大作戦→世界、西原商会の世界！(Bossa ver.)→本牧ビーチフィールド→本牧仕様のサーファーガール
8. けむり→ざくろ→右手のあいつ
9. タイに行きたい→路面電車
10. シンガプーラ
11. ランタン
12. タオル→音楽力 with Full Of Harmony × ISO from I.S.O.P.
13. Midnight Cruiser→ボックスフィッシュパラダイス→マカロニイタリアン→SUMMER ANTHEM with RHYMESTER→肉体関係part2 feat. RHYMESTER
14. 37℃
15. Bomb! Cute! Bomb!→HONOLULU BBQ
16. BRAND NEW HONDA
17. 逆輸入ツイスト
18. LADY MUSTUNG with IKURA
19. 流星ドライブ

### Disc.3 DVD2（初回限定盤／CKB友の会限定盤）
CRAZY KEN BAND 結成20周年記念スペシャルライブ20TH ATTACK![攻] 赤レンガ野外特設ステージ 2017.9.2(SAT)
1. Encore　不良倶楽部
2. Encore　Let’s Go CKB→タイガー&ドラゴン→タイガー&ドラゴン(ska ver.) with CHIBOW from SKA9
3. Encore　マリンタワーゴーゴー→タツノオトシゴ→よこはまたそがれ→ハマのテーマ→Wonderful days with FIRE BALL
4. Encore　生きる。
5. Encore2　発光！深夜族
6. Encore2　愛の世界
7. Encore2　葉山ツイスト
8. Encore2　ガールフレンド

### Disc.4 DVD3（CKB友の会限定盤）
CRAZY KEN BAND 結成20周年記念スペシャルライブ20TH ATTACK![攻] 赤レンガ野外特設ステージ 2017.9.2(SAT)
ドキュメンタリー映像

### Disc.5 DVD4（CKB友の会限定盤）
CRAZY KEN BAND CKBTMNK SUMMIT vol.14@福生市民会館2018.4.21(SAT)